# Thomas Anders
Thomas Anders (született Bernd Weidung, Münstermaifeld, 1963. március 1. –) német énekes, zeneszerző és zenei producer, az egykori Modern Talking duó egyik tagja. A „Modern Talking hangja” hétéves kora óta áll színpadon. Kezdetben német slágerdalokat énekelt, majd az 1984-ben alakult Modern Talking együttessel vált nemzetközileg ismertté. A világsikert jelentő áttörés 1985-ben következett be, amikor Dieter Bohlennel duóként léptek színpadra a You’re My Heart, You’re My Soul című eurodiszkó stílusú dallal. Az együttes 1987-es felbomlása után szólóban folytatta az éneklést, majd 1998-ban ismét együtt dolgozott Bohlennel. A Modern Talking 2003-as ismételt felbomlása után folytatta szólókarrierjét. A 12 Modern Talking stúdióalbum mellett további 12 szólóalbumot jelentetett meg különféle stílusokban: mint például dzsessz, latin pop, soul és szving. Szólókarrierje elsősorban Németországban, Kelet-Európában és Dél-Amerikában sikeres.

## Élete

### Családi háttere és gyermekkora
Thomas Anders, polgári nevén Bernd Weidung 1963-ban született Nyugat-Németországban, a Koblenztől délkeletre található Münstermaifeldben. Szülei Helga és Peter Weidung. Édesanyja egy fűszerboltot és egy kávézót vezetett, édesapja pedig adóhivatalnok és Münstermaifeld polgármestere volt. Bátyja (Achim) hat évvel idősebb, míg húga (Tania) hét évvel fiatalabb Andersnél.
A kis Bernd zenei tehetsége már kiskorában kitűnt. Hétévesen állt ki először a színpadra, ahol az Aba Heidschi Bumbeidschi című karácsonyi dalt adta elő a közönségnek, és már ekkor elhatározta, hogy énekes szeretne lenni. Énekesi pályafutásának kezdeti lépései voltak, amikor a szomszédok füle hallatára egy Barry Manilow-kazetta dalaival együtt énekelt. Barry Manilow dalain kívül az ABBA zenéje is nagy hatással volt rá.

### Tanulmányai
Iskolás évei alatt számos tehetségkutató versenyen vett részt. Zongoraórákra járt, életében a tanulás helyét egyre inkább a zene foglalta el. Eleinte a helyi (münstermaifeldi) Kurfürst-Balduin Gimnáziumba járt, majd átiratkozott a koblenz-i Eichendorff Gimnáziumba, ahol megszerezte az érettségit. Ezt követően Mainz-ban, a Johannes Gutenberg Egyetem germanisztika, újságírói és zenetudományok szakán folytatta tanulmányait.

### Magánélete
Thomas Anders kétszer házasodott. Nora-Isabelle Balling divatmodellel, 1984. december 28-án jelentették be házassági szándékukat, majd 1985. július 27-én került sor az esküvőre, Koblenz legnagyobb katolikus templomában (Herz-Jesu-Kirche). A házaspár idővel érzelmileg elhidegült egymástól, amelynek fő oka az volt, hogy míg Balling Amerikában élt, addig Anders Németországban tevékenykedett. 1998 novemberében nyújtották be a válókeresetet, és 1999 februárjában kimondták a válást. Ekkor már régóta ismerte Claudia Hess-t, akivel az énekes kedvenc pubjában, a koblenzi Brasserie Faustusban találkozott először, de hivatalosan 1999-ben vállalták fel a kapcsolatukat. Anders az ő kedvéért költözött vissza a zajos Los Angelesből Németországba. Claudia Hesst 2000. július 15-én vette feleségül, majd 2002. június 27-én megszületett fiuk, Alexander Mick Weidung. Thomas Anders és családja jelenleg Koblenzben él.

„Hidd el nekem: normális, átlagos ember vagyok, különösen reggel hatkor, mikor felébredek. Ami az emberek szemében sztárrá tesz engem, az nem én vagyok, hanem az ő saját képzeletük. Én sosem fogok kiállni és azt mondani, hogy sztár vagyok, meg hogy ilyen meg olyan sikeres. Ezzel a kivételes helyzettel az ő képzeletük ajándékoz meg engem.”

– Thomas Anders 

## Zenei karrierje

### Az első siker
Már tanulmányai közepette is számos klubban és diszkóban lépett fel. Első sikerét 1979-ben, a Luxemburg Rádió által megrendezett zenei versenyen érte el, ahol ugyan két zsűritagtól is nulla pontot kapott, de a közönségnek elnyerte a tetszését. 1980. január 15-én még nem volt 17 éves, amikor a döntőn elénekelte a későbbi első kislemezén kiadott, Judy című dalát, amellyel megnyerte a versenyt. Két nappal később a Columbia Records lemezszerződést kínált neki. Édesapja segítségével megkötötték a szerződést, viszont a CBS szakemberei túl felejthetőnek találták a Bernd Weidung nevet, ezért azt javasolták neki, találjon ki „valami mást”. És így jött az Anders név, ami németül „másmilyen”-t, „valami más”-t jelent. És ettől a naptól kezdődően felvette a Thomas Anders művésznevet. 1980 augusztusában jelent meg első (német nyelvű) kislemeze Judy címmel, amely az amerikai Randy VanWarmer Call Me című dalának feldolgozása. A dal producere Daniel David, akivel még születik néhány közös produkciója. 1981-ben a Michael Schanze Show-ban mutatkozott be először a televízió képernyőjén, Du weinst um ihn című számával. A CBS lemezkiadó gondozásában még ugyanebben az évben jelent meg harmadik kislemeze, rajta egy német balladával: Es war die Nacht der ersten Liebe címmel.

### Találkozás Dieter Bohlennel
1982-ben a Hansa lemezkiadóhoz szerződött, ahol a negyedik kislemezt a Bernd Dietrich – G. G. Anderson szerzőpáros segítségével vette fel, Ich will nicht dein Leben címmel. Anders 1983-ban a Hansa meghívására Hamburgba utazott, mert a következő lemezére a kiadó valami mást szeretett volna. Az akkor 29 éves producert, Dieter Bohlent bízták meg, hogy vegye fel az énekessel F.R. David egyik slágerét németül. Így készült el a Pick Up The Phone-ból Thomas Anders ötödik kislemeze, a Was macht das schon. Bohlennek imponált Anders hangja és tehetsége, így még ez év júliusában megjelentették Bohlen Thomas Andersnek írt első szerzeményét, Wovon träumst du denn (Miről álmodsz?) címmel, amely a német slágerlista 16. helyéig jutott, s a kislemez 25.000-es eladási példányszámot produkált. A rádiós sikeren felbuzdulva folytatták a munkát, és felvettek néhány feldolgozást, mint pl. a Real Life – Send Me An Angel című számának német változatát, Heißkalter Engel címmel. 1984-ben. Thomas Anders egyre több meghívást kapott tévés műsorokba, és elkészíthette első videóklipjét is, amiben fiatal barátnője, Nora Balling is szerepelt. Első angol nyelvű felvételét is ebben az évben rögzítették, mely úgyszintén a Real Life egyik dalának feldolgozása volt. A Catch Me I’m Falling (Kapj el, ha zuhanok) című lemezt Headliner előadói néven adták ki, a dal azonban nem keltett különösebb feltűnést.

### A Modern Talking énekeseként 1984 és 1987 között

#### You’re My Heart, You’re My Soul
1984 szeptemberében a Studio 33 nevű hamburgi stúdióban, Anders dalainak felvételénél megjelent három kiváló vokalista (Rolf Köhler, Birger Corleis és Michael Scholz), akiket arra kért Dieter Bohlen zeneszerző és Luis Rodríguez producer, hogy működjenek közre két német nyelvű dal (Und wenn die Sonne schlafen geht; Es geht mir gut heut' Nacht) mellett egy teljesen új angol nyelvű dal feléneklésében is. Ez volt a You’re My Heart, You’re My Soul. A dalt Bohlen a nászútja alkalmával még Mallorcán szerezte, s mivel a kórusban is énekelt, ezért úgy döntött, hogy nem Thomas Anders-szólólemezként, hanem közös produkcióként jelenteti meg a dalt. Így jött létre az 1980-as évek egyik legnépszerűbb duója, a Modern Talking.

#### Siker és felbomlás
A Modern Talking rövid idő alatt az NSZK egyik legsikeresebb együttesévé vált. Első sikerüket követően rövidesen megjelent a következő kislemez, a You Can Win If You Want, melyet olyan slágerek követtek, mint a Cheri, Cheri Lady, a Brother Louie vagy az Atlantis Is Calling (S.O.S. for Love). Közben Anders házasságot kötött barátnőjével, Nora Balling divatmodellel, aki jelentős mértékben befolyásolta az együttes sorsát. Thomas Anders nyakában megjelent a NORA feliratú nyaklánc, amelyet Anders kapott Ballingtól a házasságkötésük után. A harmadik nagylemezük (Ready for Romance) megjelenése után egyre jobban romlott a tagok közötti jó viszony, köszönhetően Balling ellentmondásos személyiségének, aki egyre gyakrabban avatkozott bele az együttes fontos döntéseibe. Anders mind többször mondott le fellépéseket, és botrányokat keltve különböző cikkek hasábjain pózolt szerelmével, aki mindenhová elkísérte. Bohlen mindezt nem nézte jó szemmel, és a duó tagjai között elmélyültek a konfliktusok. Soha többé nem jutott föl kislemezük a slágerlisták csúcsára. A BMG-Hansa kiadóval kötött lemezszerződésük alapján még el kellett készíteniük két nagylemezt, de ezt a két utolsó albumot már úgy készítették, hogy szóba sem álltak egymással. Anders a stúdiófelvételek alkalmával csak ráénekelt a zenei alapokra, de aktívan már nem vett részt az együttes életében. Miután Bohlen elkezdte új projektjét a Blue Systemmel, november 11-én bejelentette a Modern Talking feloszlását.

### Szólókarrierje 1987 és 1997 között

#### Kezdeti lépések
Még a Modern Talking hivatalosan fel sem bomlott, amikor Anders a felesége közreműködésével (Bohlen nélkül) olyan városokban koncertezett, mint Budapest, Katowice, Varsó, Poznań, Gdańsk, Çeşme, Moszkva és Leningrád. Fellépéseiket „Modern Talking Thomas Anders Show” címmel népszerűsítették. A felbomlás után Thomas Anders egy időre visszavonult a zenei élettől, feladni készült énekesi karrierjét. Viszont 1988-ban újabb koncertmeghívásokat kapott, melynek során világkörüli turnéra indult. Koncertet adott a chilei Viña del Mar Fesztiválon, majd következett Fokváros, Johannesburg, Sun City, Pretoria, Hongkong, Szingapúr, Tajpej. A turnéra a feleségén kívül, elkísérte az általuk szervezett háromtagú koblenz-i trió a Man-X. Feleségével úgy döntött, hogy Amerikában folytatják életüket. 1989-ben Los Angelesbe, egészen pontosan Beverly Hillsbe költöztek, ahol szólókarrierje érdekében olyan világhírű producerekkel találkozott, mint Jim Steinman, Tony Swain, George Martin, Björn Ulvaeus és Benny Andersson.
Kiváló lehetőség nyílt meg előtte, amikor a Teldec kiadó ajánlatára elkészíthette első angol nyelvű szólókislemezét Love Of My Own címmel, amely 1989. április 26-án jelent meg. Ebből a dalból készül első videóklipje is, amely egy merőben más Thomas Anders-t mutatott. Borostát növesztett, haját lófarokban hordta és keresztet viselt a jobb fülében. Ez az imázsváltás jellemezte első szólóalbumát is, melynek címe is erre enged következtetni: Different (Különbség). Az album Alan Parsons stúdiójában, két neves producer (Gus Dudgeon (Elton John producere) és Alan Tarney (az A-ha producere) segítségével készült Londonban, amely a német lista 24. helyéig jutott fel. Az albumról még két kislemez jelent meg, a One Thing, és a Soldier de szerepel a lemezen egy Chris Rea feldolgozás is: a Fool (If You Think It's Over).

#### Az 1990-es évek
A következő nagylemez csak két év múlva látott napvilágot a németországi EastWest kiadó gondozásában és ez volt a Whispers (Suttogások). Az 1991. május 17-én megjelent korongról a The Sweet Hello, The Sad Goodbye, a True Love és egy feldolgozás, a The Stylistics' 1975-ös klasszikusa a Can't Give You Anything (But My Love), került ki kislemezként. Ez utóbbi dal spanyol nyelven is megjelent.
Harmadik albumának anyagát ezúttal Los Angelesben, a Flamingo Cafe stúdióban rögzítették. Anders nemcsak helyszínt, de kiadót is váltott. Down on Sunset című nagylemezét a Polydor Records jelentette meg 1992. szeptember 1-én. A producerek Christian De Walden (Amanda Lear producere) és Ralf Stemmann – a Modern Talking hangmérnöke, aki a produceri munkákon kívül, dalokat is írt szólólemezére (Turn Around, If You Could Only See Me Now). Anders dalszerzőként és szövegíróként is egyre több részt vállalt albumán, Chris Copperfield néven. Az erről az albumról 1992. júniusában megjelent első kislemez a How Deep Is Your Love, amelynek társszövegírója Chris Copperfield azaz Thomas Anders volt. A Glenn Medeirossal való barátságából merült fel egy közös dal ötlete, amelynek videóklipjét 1992. szeptember 29-én mutatták be. Ez volt a Standing Alone, amely két fiatalemberről szól akik ugyanabba nőbe szerelmesek, de a hölgy szívét egy harmadik fiú hódítja el. A dal kísérőzeneként elhangzott a Muskétások gyűrűje (Der Ring der Musketiere) című német tévésorozatban is. A lemezen szerepel még, az eredetileg Neil Sedaka által 1974-ben sikerre vitt Laughter In The Rain feldolgozásai is.
1993-as nagylemezének felvételeit ugyanabban a stúdióban ugyanaz a csapat végezte, mint a Whispers esetében. A július 23-án megjelent új kislemez a negyedik album címadó dala, amelyben Anders az 1970-es évek színes bőrű női triójával, a The Three Degrees tagjaival énekelte el a When Will I See You Again (Amikor majd újra látlak) című daluk feldolgozását. A szám Németországban a 37. helyre jutott és tíz hétig volt a listán ami azt jelentette, hogy a Love Of My Own óta ez volt Anders legnagyobb sikere. Az album 12 dalából hétnek ő volt a társszerzője.
1994-ben spanyol nyelvű albumot készített, Barcos de Cristal címmel, melyen az ezt megelőző két album legjobb dalait válogatták egy lemezre spanyol nyelven. Ebből kifolyólag a spanyol és a latin-amerikai piacon ért el sikereket. Argentínában például első helyet ért el. A nagylemez címadó dala (az eredetileg a Down on Sunset albumon szereplő Across The World Tonight), egy argentin szappanopera betétdalaként, a listák első helyezettje lett az országban. Dél-Amerikában együtt turnézott Marta Sanchez spanyol énekesnővel, akinek egy Mexikóban és Spanyolországban első helyezést elért dalt is írt, Tal Vez címmel.
Dél-Amerika meghódítása után, Anders a német piacra is tervezett kiadni egy albumot. A következő projekt a Souled felvételei még ugyanúgy Los Angelesben készültek az Embassy stúdióban, Peter Wolf és Paul Ericksen producerek segítségével. Soul zenei stílusban készítették az 1994. október 31-én megjelent kislemezét Road To Higher Love címmel, melynek videóján ismét sikerült meglepni a rajongókat, ugyanis Thomas Anders rövidre vágatta a haját. A következő év márciusában megjelent maxin, Stephanie Mills 1980-ban sikerre vitt Never Knew Love Like This Before című dalát dolgozta fel, de a német eladási listákra egyik kislemez sem jutott fel. Ettől függetlenül 1995. április 7-én megjelent az album, rajta a The Pointer Sisters női énekes triójával készített duettje, a Feel For The Physical, valamint egy The Beatles feldolgozás a Michelle. A nagylemez azonban így sem lett sikeres. Az 1989 és 1995 között megjelent hat albumának sikere és népszerűsége messze elmaradt a Modern Talking lemezektől. Az énekes hangzásvilága meglehetősen távol állt már az aktuális európai trendektől. A korong megjelenése után Anders világkörüli turnéra indult, melynek során a Dél-afrikai Köztársaságban, Hongkongban, Tajvanban, Chileben és Oroszországban adott koncerteket. Közben elhidegült feleségétől és visszaköltözött Koblenzbe.

##### Phantomas és Chain Reaction
1996-ban Anders néhány zenésztársával együttműködve arra a következtetésre jutott. hogy ismét változtatni kellene a zenei stílusán. Phantomas néven jelentkezett egy új dance projekttel Ramon Zenker, Andreas Schneider és Olaf Dieckman producerek irányítása alatt. A Madness világslágerét, az Our House-t dolgozzák át, majd a No Doubt About It című dallal jelentkeznek Németországban egy-egy kislemezzel. Ezek az eurodance stílusú felvételek azonban kevés figyelmet kaptak, így zeneileg kevésbé volt inspiráló számára ez az év. 1996. tavaszán találkozott először kedvenc kávézójában, a koblenzi Faustus Cafe-bisto-ban későbbi második feleségével Claudia Hess-szel. Ebben az évben kipróbálta a rádiózás világát is. Saját műsora volt a Radio Regenbogen esti adásában, ahol moderátorként vezette a „Loveline” című műsort.
1997 januárjában korlátozott példányszámban jelent meg Thomas Anders első és idáig egyetlen élő felvételeket tartalmazó nagylemeze, melyet Koblenzben – a már említett kedvenc kávézójában – rögzítettek. A kilenc dalt tartalmazó dzsessz stílusú album címe: Live Concert. Az év első felében egy új albumon dolgozott. Peter Ries-szel közösen szerzett néhány dalt (például Love Is In My Heart), melyeket még 1996-ban rögzítettek a producer frankfurti stúdiójában. További hét közös dal felvételét készítette el David Brandes-sel az E-Rotic együttes zeneszerző producerével, amelyek a tervezett nagylemez anyagai lettek volna. A Polygram kiadó ugyanis a Diana hercegnő halála miatt kiadott (Elton John Candle In The Wind) kislemez rendkívüli kereslete miatt, a többi előadónak várnia kellett a megjelentetéssel. Végül 1997. november 18-án jelent meg Chain Reaction címen, a projekt első és utolsó kislemeze az Every Word You Said című eurohouse stílusú felvétel. A nagylemez viszont soha nem került kiadásra, ugyanis Thomas Anders időközben felvette a kapcsolatot Dieter Bohlennel, hogy visszatérjenek a Modern Talkinggal.

### Újra a Modern Talkinggal 1998 és 2003 között
1998. februárjában közlik a német lapok, rádiók és tv adók, hogy újra összeáll a Modern Talking. Március 19-én megjelenik a You’re My Heart, You’re My Soul ’98 kislemez, amely az 1984-es eredeti verzió trance-esített változata. Március 28-án pedig a német ZDF televízió csatorna Thomas Gottschalk "Wetten, dass..?" című Frankfurtból közvetített show műsorában, először lép színpadra az újjáalakult Modern Talking. A duó újraalakulásával Anders öt évig ismét világsikert mondhatott magáénak. Az együttesben elfoglalt szerepe miatt csak néhány szólófellépést vállalt, ami csak jótékonysági és "Fan Club" koncertekre terjedt ki. A Modern Talking lemezek mellett 2000-ben zeneszerzőként közreműködött a német Big Brother dal, a Großer Bruder elkészítésében, amely Németországban listavezető is volt. Lemezcégével dal szerzett T-Seven-nek, az általa felfedezett It-Girls-nek, vagy a népszerű lányzenekarnak, a No Angels-nek. Néhány saját dala a Modern Talking albumokon is helyet kapott (például:Love Is Like a Rainbow; a For Always and Ever; Love to Love You), illetve társszerzőként közreműködött.
Régi és új rajongók koncertek százai ünnepelték a duó visszatérését, azonban néhány év múlva az ellentétek újra kiéleződtek és 2003. június 7-én Bohlen egy koncerten (Rostock) ismét bejelentette az együttes feloszlását. Ez valamilyen szinten Anders-nek is meglepetés volt, hiszen bár készültek a visszavonulásra, de nem ebben a formában. Thomas Anders és Dieter Bohlen 1998 és 2003 között hat stúdió albumot és 11 kislemezt jelentetett meg és több mint 125 millió lemezt adott el világszerte.

### Újra szólóban 2003-tól napjainkig

#### 2000-es évek
A Modern Talking második felbomlása után, folytatta szólókarrierjét, melynek első próbálkozása a This Time című nagylemez lett és amely elismerést hozott a számára. Az album még 2003-ban megjelentetett első maxija az Independent Girl, Németországban a 17. helyre, míg Oroszországban a 6. pozícióig jutott a slágerlistákon. Majd következett a King Of Love és a Tonight Is The Night című kislemez. A 2004. február 23-án megjelent album Peter Ries producer és egy olyan nemzetközi csapat munkáját is dicséri, akik korábban Britney Spears segítői voltak. Anders ebben az évben megírta a Holiday On Ice jégrevű műsorának betétdalát Just Dream címmel és csak kislemezként jelent meg.
2005 és 2006-ban ismét turnéra indult és koncerteket adott az USA-ban, többek között New York-ban és Chicago-ban. 2006-ban feldolgozás lemezzel jelentkezett, amellyel régi álmát valósította meg. Élő zenekari kísérettel vette fel legszemélyesebbnek tartott albumát, amelynek a Songs Forever címet adta. Az 1980-as évek slágereit (mint például: a Eurythmics Sweet Dreams, Cliff Richard Some People, Rick Astley Cry for Help vagy a Modern Talking You’re My Heart, You’re My Soul című slágerét) dolgozta át dzsessz és szving stílusban. Az albumon utolsó számként szereplő Songs That Live Forever című dalával megpróbált kijutni az Eurovíziós Dalfesztiválra, de ez végül nem sikerült neki. 2009. tavaszán Sandra Back to Life című nagylemezén énekelt duettet, The Night Is Still Young címmel, amely az albumról második kislemezként május 8-án jelent meg.

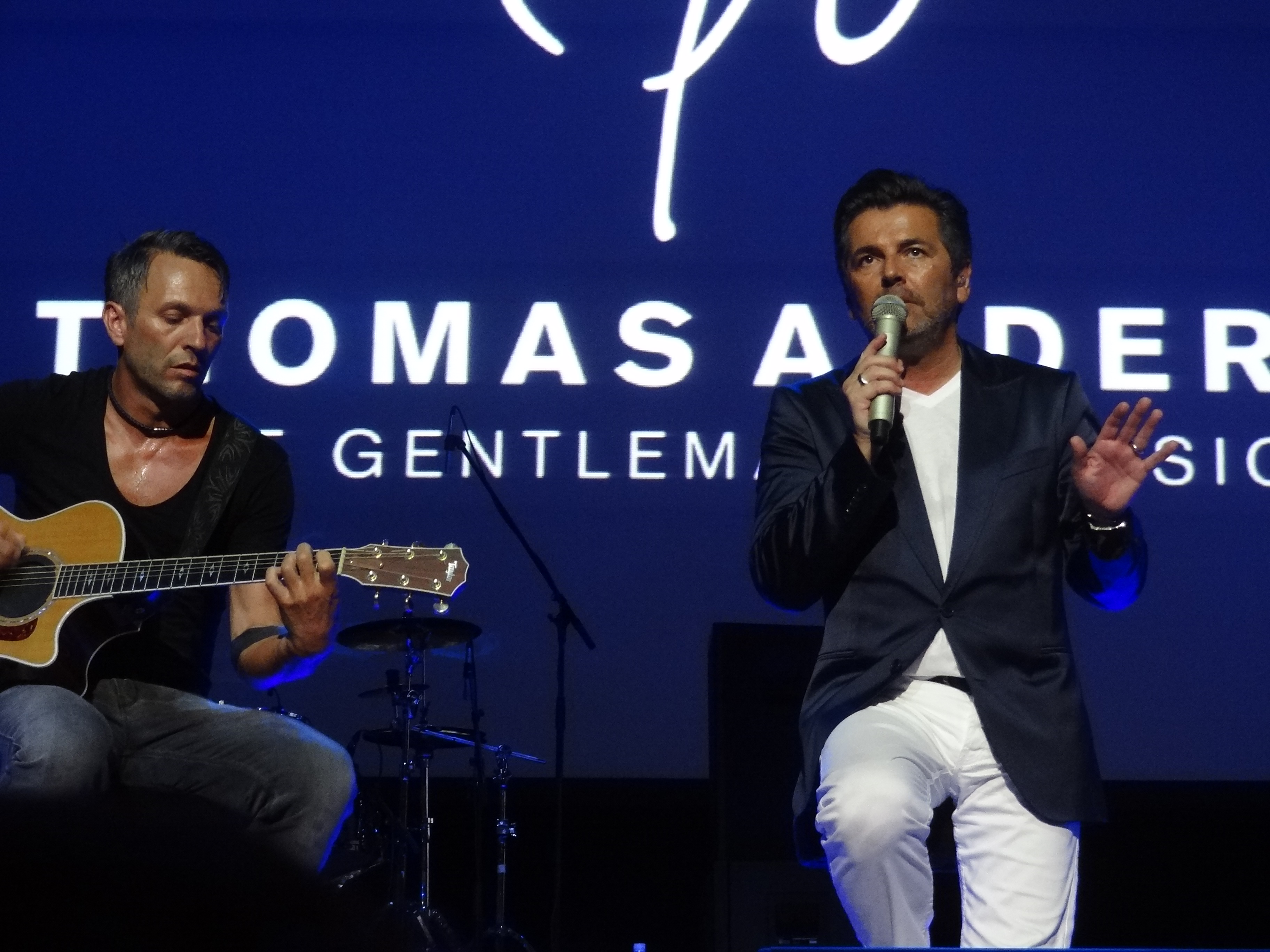
Thomas Anders Lars Ilmerrel, a Modern Talking Band gitárosával (2014.)

#### 2010-es évek
2010 februárjában Oroszországban jelent meg először a Strong című popzenei albuma, melynek producerei is oroszok voltak: Vlagyimir Nichiporuk és Szergej Revtov. A Strong az egyik legsikeresebb szólólemeze lett. Csak Oroszországban több mint egymillió eladott példányszámmal elérte a platina minősítést. Az album dalai közül a Why Do You Cry és a Stay With Me című számokból készült videó. Ez utóbbi az egyik leglátványosabb klipje, amelyben James Bond karaktert alakít. 2011-ben duót alapított Uwe Fahrenkrog-Petersen-nel, a Nena slágerek (pl. a 99 Luftballons) szerzőjével. Együttműködésük eredménye a Two című albumuk a német slágerlista 11. helyéig jutott fel.
2012-ben a Yuna zenei díjkiosztón (Yuna Music Awards) Ukrajnában, No Ordinary Love címmel énekelt duettet a 2008-as Mrs. World szépségverseny győztesével, az orosz Kamalijával, majd ez év novemberében kiadja a karácsonyi dalokból álló Christmas for You című albumát. 2013. augusztus 9-én jelent meg a We are one című kislemez, melyet a perzsa Omid Soltani-val adott elő. 2014-es kislemezének címe Everybody Want To Rule The World, melyet 2015 tavaszán a Take The Chance kiadása követett. Ez utóbbi dal, a 2016. május 27-én kiadott History című albumra is rákerült, melyről a Lunatic című szám középlemezen is megjelent. A nagylemez többi száma a Modern Talking legnagyobb slágereinek újrafeldolgozása, a sikerek időrendi sorrendjében. Az albummal a Modern Talking tagjaként eltöltött idő előtt tiszteleg. A lemezt Anders saját kiadója, a White Shell Music jelentette meg. A ZDF csatorna kérésére készült, az 1978-ban sikerre vitt ausztrál énekes John Paul Young legnagyobb sikerének a Love Is In The Air című dalnak a felvétele, melyet 2016. július 8-án kislemezként is kiadtak. 2016 augusztusában a Modern Talking Band kíséretében az USA-ban turnézott, és koncerteket adott olyan városokban mint Chicago, Los Angeles, Houston és San José.
2016-ban Thomas Anders folytatta világ körüli koncertturnéját és rengeteg új helyre eljutott zenekarával. A budapesti és békéscsabai koncert mellett szerepelt Chilében, Vietnámban, Oroszországban, Bulgáriában, Kanadában, Egyiptomban, Baskíriában, Szlovákiában, Romániában, Lengyelországban, Litvániában, Fehéroroszországban, nem beszélve az USA-beli koncertturnéról. Thomas Anders sikerei ellenére folyamatosan új kihívásokat keresett.
2017 tavaszán jelent meg Pures Leben (Tiszta élet) című első kizárólag német nyelvű albuma, 
melynek számai az élethez való hozzáállását mutatja meg: Olyan dolgokról énekel, amelyek (szerinte)
igazán számítanak az életben. Ezen az albumon olyan sikeres német dalszerzőkkel dolgozott együtt, 
mint Helene Fischer, Howard Carpendale és Udo Lindenberg.
Producerével Christian Gellerrel együttműködve Anders megtalálta a módját, hogy új popdalait hiteles 
és meggyőző módon közvetítse közönségének. Az album a 19. helyen nyitott a magyar Mahasz Top 40 slágerlistán, míg Ausztriában a 31. Svájcban az 51. helyet szerezte meg megjelenésének első hetében.
2017. július 29-én ismét Magyarországon adott élő koncertet a Tokaj Fesztivál keretein belül. December 15-én pedig megjelent egy új Thomas Anders karácsonyi digitális kislemez, melyen az énekes a Do They Know It’s Christmas? című klasszikust dolgozta fel.
2018. májusában az újrainduló X-Faktor német változatában zsűrizett.
2018 júniusában jött ki a Das Leben ist jetzt (Az élet most van), a második német nyelvű album első kislemeze.
Az album pedig 2018 október 19-én jelent meg, Ewig mit Dir (Mindörökké veled) címmel, melynek 
producere ismét Christian Geller volt.
Ez év augusztusát ismét az amerikai turnéjával töltötte, mely az eddigi legnagyobb tengerentúli koncertsorozata volt. Ennek során fellépett Los Angelesben, Washingtonban, New Yorkban, Chicagóban, Miamiban, Houstonban és San Joséban. Előzenekarként Fancy, Lian Ross és a Bad Boys Blue működött közre.
2018 őszén az ARD német műsorszolgáltató televíziós műsorvezetőjével Florian Silbereisennel hoznak létre egy közös produkciót „Sie sagte doch sie liebt mich” ”(Azt mondta, szeret engem)” címmel. Fél évvel később a dal videója a YouTube-on elérte 10 milliós nézettséget, s ezzel a legnézettebb Thomas Anders videóklippé lépett elő.
2019. első felében Lengyelországban és Franciaországban lépett fel, 
majd Izraelben és ismét Kanadában turnézott, ahol hat alkalommal adott koncertet. Montréal és Vancouver mellett kétszer is fellépett Calgaryban és Torontóban. Tavasszal pedig az első német szólóturnéján számos nagyvárosban 
(Drezda, Köln, Berlin, Frankfurt) az Ewig mit Euch (Mindörökké veletek) címet viselő turnén lépett fel, melyen – mint a legtöbb koncertjén – a legnagyobb Modern Talking slágerek is helyet kaptak. 2019. szeptemberében producerének köszönhetően Thomas Anders egy további feldolgozás dalt is megjelentetett a Die Flippers nevű német együttes megalakulásának 50. évfordulójára. A válogatáslemezen más sztárok éneklik az együttes leghíresebb dalait. Így jött létre a Lotusblume című dalból Anders előadásában, az angol nyelvű Like A Flower.
Még 2019. elején ismét Florian Silbereisen vendége volt a Schlagerchampions című műsorban, ahol egy újabb közös dalt is előadtak. Ez a dal a Sie hat es wieder getan, melynek sikere adta az ötletet, hogy folytassák az együttműködést és a dal kislemez megjelenése után, Das Album címmel közös nagylemezt adjanak ki. A koronavírus világjárvány miatt ez az album viszont csak 2020 júniusában jelent meg.

#### 2020-as évek
2020. tavaszán az új koronavírus fertőzés miatt rengeteg rendezvény sorsa kérdésessé vált az egész világon, így Thomas Anders is lemondta számos koncertjét – köztük két Budapest Parkbeli fellépését is – valamint elhalasztották az új, Florian Silbereisen-nel közös duettlemez és az Einfach Liebe című harmadik német nyelvű szólóalbum megjelenését is. Az eredetileg tervezett 75 fellépésből csak nagyon kevés valósult meg a járványügyi helyzet miatt.
A Florian Silbereisennel készült "Das Album" 2020 június 1-én elérte a német hivatalos eladási lista első helyét, majd Ausztriában és Svájcban is listavezető lett, szeptemberben pedig Németországban elérte az aranylemez státuszt. A sikerlemez után, Thomas Anders ismét egy szólóprojektnek szentelte magát és 2021 tavaszán Cosmic című albumával teljesítette nemzetközi rajongótábora régóta várt kívánságát, hogy ismét egy angol nyelvű album jelenjen meg. 2020. karácsonyán mutatta be az album beharangozó dalának videóját Cosmic Rider címmel, majd 2021 tavaszán a "White Shell Music" gondozásában jelent meg az új album. Dalainak hangzása, teljes egészében a Modern Talking zenei stílusát tükrözi. A számok producere ezúttal is Christian Geller volt, aki a Florian Silbereisennel közös duettalbumért is felelős volt. A lemez különlegessége, hogy a falzetteket a Modern Talking második periódusának utolsó vokalistái (2001-2003) éneklik.
2021. őszén Anders és Silbereisen ismét közös dallal jelentkeztek Wir tun es nochmal (Újra megtesszük) címmel. 2022. augusztus 11. és 21-ke között ismét az USA-ban (Chicago, New Jersey, New York, Lynn, Houston, San José, Los Angeles) turnézott Sandrával közösen.
2022. december 2-án megjelenik Thomas Anders és Florian Silbereisen újabb dala, az Alles wird gut (Minden jó lesz).
2023. március 4-én Thomas Anders 60. születésnapja alkalmából jelent meg a The Journey of Life (Az élet utazása) című jubileumi kislemez, melyet elérhetővé tettek minden streaming portálon. 
A Christian Geller zenei producer irányításával készült, jellegzetes Modern Talking hangzású fülbemászó dal és videóklip, az énekes 45 éves pályafutásának útját szemlélteti.
2024. augusztus 15. és 25. között a Modern Talking 40. évfordulója kapcsán, 40 years of Modern Talking címmel a Modern Talking Band kíséretében ismét az Egyesült Államokban turnézott. Sabrinával és az Eruption együttes énekeseként ismertté vált Precious Wilsonnal közösen lépett fel Chicagóban, San Joséban, Los Angelesben, Houstonban, Miamiban, New Yorkban és New Jersey állambeli Elizabeth városában.
2025 folyamán Thomas Anders a Modern Talking első stúdióalbuma megjelenésének 40. évfordulója alkalmából, egy különleges albumprojekttel lepi meg rajongóit. Az énekes az első hat Modern Talking stúdiólemezt zeneileg újraértelmezte és újra felénekelte. Christian Geller zenei producer vezetésével és tapasztalt stúdió zenészekkel az eredeti produkció számait a lehető leghűségesebben alkották újra. Az albumsorozat első darabja a ...Sings Modern Talking: The 1st Album 2025. március 7-én jelent meg. A dupla vinyl első lemezén a kilenc újraalkotott szám, plusz három új bónusz track is található, a második korongon pedig a dalok In The Mix verziói hallhatók. A CD-kiadásban, egy harmadik korongon a számok instrumentális verziója is hallható. A projekt soron következő albumai rendszeres időközönként jelennek meg 2025 végéig: Let's Talk About Love (máj. 2.); Ready For Romance (jún. 20.; In The Middle Of Nowhere (aug. 8.); Romantic Warriors (szept. 19); és az In The Garden Of Venus (okt. 17.).

## Magyarországi koncertjei
- 1987. április 10–12.  •  Budapest, Budapest Sportcsarnok[76]
- 1998. június 28.  •  Budapest, Kapcsolat koncert a Felvonulási téren, a Modern Talkinggal.[77]
- 2004. július 31.  •  Alsóörs, MTV Roadshow[78]
- 2010. november 20.  •  Debrecen, Főnix Csarnok[79]
- 2012. január 6.  •  Budapest Syma csarnok[80]
- 2012. szeptember 8.  •  Miskolc, Népkert, Miskolci Sörfesztivál,[81]
- 2013. június 14.  •  Szeged, Deja Vu nosztalgiafesztivál[82]
- 2015. január 9.  •  Győr, Audi Aréna[83]
- 2015. január 10.  •  Budapest, Syma Csarnok[84]
- 2016. szeptember 17.  •  Budapest, Budapest Park[85]
- 2016. október 30.  •  Békéscsaba, Csabai Kolbászfesztivál[86]
- 2017. július 29.  •  Tokaj, Fesztiválkatlan – Tokaj[87]
- 2018. szeptember 15.  •  Budapest, Budapest Park, Total Dance Fesztivál[88]
- 2019. május 11.  •  Győrszentiván, Szentiváni Fesztivál[89]
- 2019. július 27.  •  Székesfehérvár, FEZEN Fesztivál[90]
- 2020. szeptember 12.  •  Budapest, Budapest Park[91] – a koronavírus-járvány miatt elhalasztva [92]
- 2021. június 5.  •  Budapest, Budapest Park – a koronavírus-járvány miatt másodszor is elhalasztva[93]
- 2022. június 18.  •  Budapest, Budapest Park[94][95]
- 2022. október 15.  •  Debrecen, Főnix Aréna[96]
- 2023. Június 1 – 3.  •  Szeged, Deja Vu Fesztivál[97]
- 2023. október 7.  •  Budapest, Papp László Sportaréna[98]
- 2024. szeptember 14.  •  Budapest, Budapest Park[99]
- 2024. december 28.  •  Debrecen, Főnix Csarnok[100]
- 2025. június 14.  •  Győr, Dunakapu tér[101][102]

## Magyarországi televíziós szereplései
- 1998. május  •  Kifutó (Tv2) (Modern Talking – You’re My Heart, You’re My Soul és a I Will Follow You című számokkal – Riporter-Csonka András)[103]
- 2006.  •  Fókusz, (RTL Klub)[104]
- 2010. november 20.  •  Aktív, (Tv2) Thomas Anders interjú[105]
- 2010. november 28.  •  „Frizbi” (Tv2) (Riporter: Hajdú Péter)[106]
- 2012. január  •  Fókusz (RTL Klub)[107]
- 2016. szeptember 19.  •  Fókusz (RTL Klub)[108]
- 2017. augusztus 3.  •  Story Extra (RTL Klub)[109]
- 2018. szeptember 18.  •  Fókusz (RTL Klub)[110]

## Filmjei
- 1992, Der Ring der Musketiere (The Ring of the Musketeers)	(énekes)
- 1993, Happy Holiday (énekes)
- 1994, Stockholm Marathon (színész, szerző, énekes)[111]
- 1997, Phantomschmerz (színész, énekes)
- 2001, Mühle. Dame. Mord. (színész)
- 2006, Dieter – Der Film (énekes)

## Érdekességek

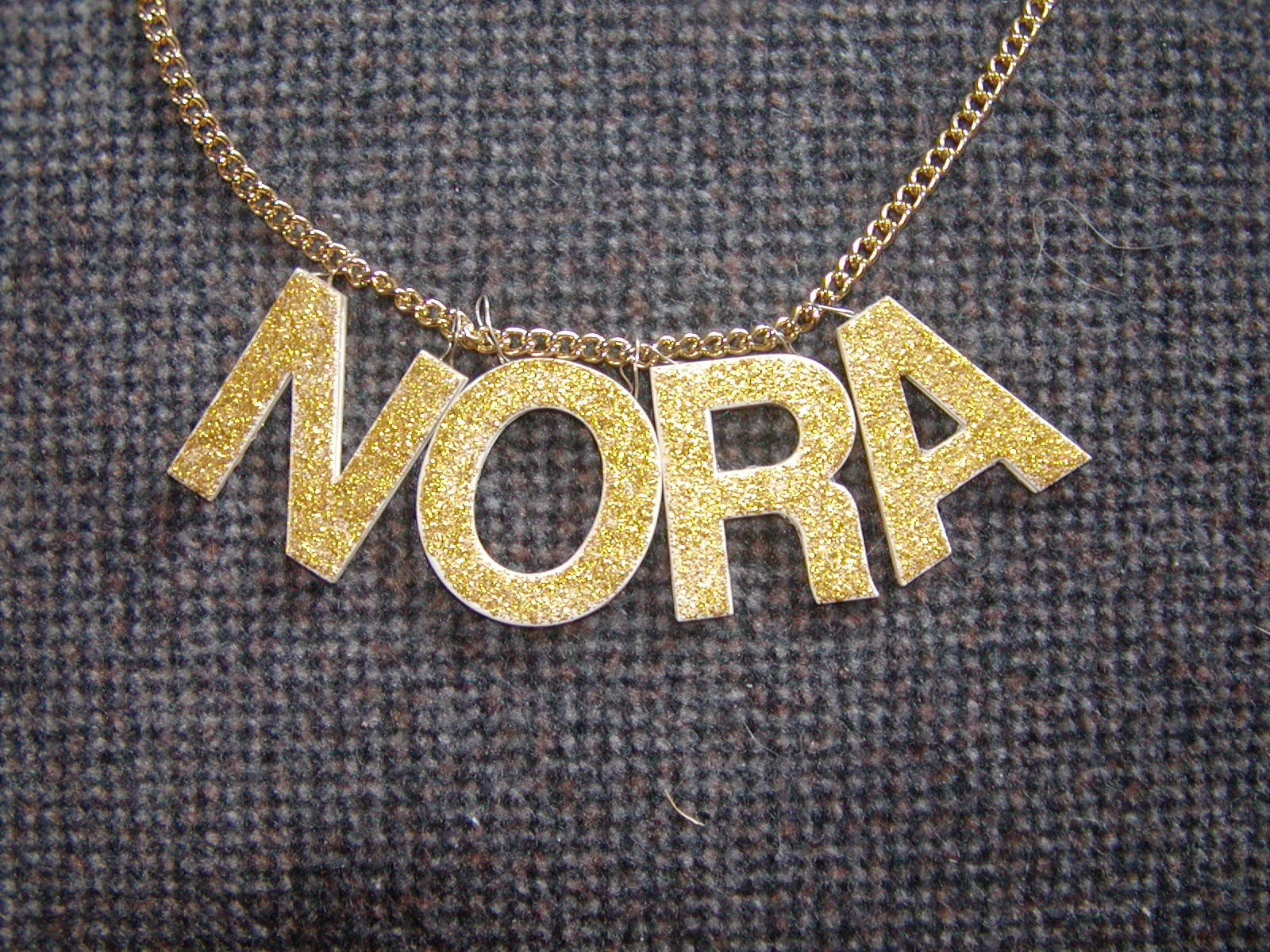
Anders nyaklánca

- A Modern Talking-os évei alatt állandóan viselt NORA feliratú nyaklánca, az akkori felesége Nora-Isabelle Balling ötlete volt, amellyel az volt a célja, hogy Thomas rajongói tudják: a férfi nem szingli.[4]
- A Modern Talking felbomlása után, Dieter Bohlen megjelentette a Hinter den Kulissen (A kulisszák mögött) című könyvét, amelyben bírálta Anderst és megalázó dolgokat írt le róla. Anders válaszul 2011-ben kiadta saját könyvét, 100 Prozent Anders (Mein Leben und die Warheit über Modern Talking, Nora und Dieter Bohlen (100 százalék Anders – Az életem és az igazság a Modern Talkingról, Nora-ról és Dieter Bohlen-ről) címmel.[112][113]
- 1994-ben ő írta és énekelte a Stockholm Marathon című svéd film, Marathon Of Life című betétdalát. A krimiben Anders is szerepet kapott. Egy Ypsilon nevű popsztárt játszik, akit meg akarnak gyilkolni, miközben futóként ő is részt vesz a stockholmi maratonon.[114]
- Ismert zene- és dalszerző, aki nemcsak saját magának, illetve a Modern Talkingnak, hanem más művésznek is írt dalokat, mint például a No Angels-nek, a Three Degrees-nek, Engelbert Humperdinck-nek és számos kevésbé ismert előadónak.[115]
- 2003-ban az Eurovíziós Dalfesztivál helyi show-jának házigazdája volt, így ő olvashatta be Németország adott pontjait.
- 2016-ban remixversenyt hirdetett Lunatic című dalához, melyhez saját YouTube csatornáján egy videót is közzétett. Több mint 150 pályázó jelentkezett és a remixekből kiválasztotta a tíz legjobbat, amit július 29-én meg is jelentetett Lunatic (Remixes) címmel.[116][117]
- A Lunatic (Remixes) EP-n szereplő nyertes mixek között, két magyar lemezlovas, Yan De Mol (DJ. Yano – Digital Scream) és Follow The Sunlight (Traumann Zsolt) remixe is a nyertesek között van. Alkotásuk a lemez 5. trackje.[118][119]
- 2017. őszén az énekes egyik kedvenc szabadidős tevékenysége nyomán szakácskönyve jelent meg, Modern Cooking címmel.[120][121]

## Diszkográfia

### Szólóalbumok
| Different                                                   | - Megjelenés: 1989. augusztus 29. - Kiadó: Teldec - Formátum: CD, MC, LP,                             | 24 | — | —  | —  | — |           |
| Whispers                                                    | - Megjelenés: 1991. május 17. - Kiadól: EastWest - Formátum: CD, MC, LP,                              | —  | — | —  | —  | — |           |
| Down on Sunset                                              | - Megjelenés: 1992. szeptember 1. - Kiadó: Polydor Germany - Formátum: CD, MC, LP,                    | —  | — | —  | —  | — |           |
| When Will I See You Again                                   | - Megjelenés:1993. szeptember 20. - Kiadó: Polydor Germany - Formátum: CD, MC, LP,                    | —  | — | —  | —  | — |           |
| Barcos de Cristal                                           | - Megjelenés:1994. április 19. - Kiadó: Polydor Germany - Formátum: CD, MC, LP,                       | —  | — | —  | —  | 1 |           |
| Souled                                                      | - Megjelenés:1995. április 7. - Kiadó: Universal Germany - Formátum: CD, MC, LP,                      | —  | — | —  | —  | — |           |
| Live Concert                                                | - Megjelenés:1997. január 7. - Kiadó: Panteon Records - Formátum: CD, MC, LP,                         | —  | — | —  | —  | — |           |
| This Time                                                   | - Megjelenés:2004. február 23. - Kiadó: Na Klar, Sony Music Germany - Formátum:CD, MC, LP,            | 14 | — | 20 | 62 | — |           |
| Songs Forever                                               | - Megjelenés:2006. március 3. - Kiadó: Edel Records - Formátum:CD,                                    | 41 | — | —  | —  | — |           |
| Strong                                                      | - Megjelenés:2010. április 27. - Kiadó: CD Land, Electrola - Formátum:CD,                             | —  | 2 | —  | —  | — | - Platina |
| Christmas For You                                           | - Megjelenés:2012. november - Kiadó: EMI, Electrola - Formátum:CD,                                    | 99 | — | —  | —  | — |           |
| History                                                     | - Megjelenés:2016. május 27. - Kiadó: White Shell Music, H'Art, Chartwards - Formátum:CD, iTunes, MP3 | 42 | — | —  | 31 | — |           |
| Pures Leben                                                 | - Megjelenés:2017. április - Kiadó: Electrola - Formátum:CD,                                          | 14 | — | —  | —  | — |           |
| Ewig mit Dir                                                | - Megjelenés:2018. október 19. - Kiadó: WM Germany - Formátum:CD, Digitális                           | 12 | — | —  | —  | — |           |
| Cosmic                                                      | - Megjelenés:2021. március 25. - Kiadó: WM Germany - Formátum:CD, Digitális                           | —  | — | —  | —  | — |           |
| ...Sings Modern Talking: The 1st Album                      | - Megjelenés:2025. március 7. - Kiadó: Stars by Edel - Formátum: Tripla CD, Dupla vinyl, Digitális    | —  | — | —  | —  | — |           |
| "—" nem szerepelt listán, vagy nem jelent meg az országban. | |    |   |    |    |   |           |

#### Válogatásalbumok
| For Your Love                                               | - Megjelenés: 1992. - Kiadó: Convoy - Formátum: CD, MC, LP                              | — |
| Greatest Hits                                               | - Megjelenés: 2010. - Kiadó: Edel Records - Formátum: dupla CD                          | — |
| Golden Stars                                                | - Megjelenés: 1998. - Kiadó: Polydor Germany (Universal Germany) - Formátum: CD, MC, LP | — |
| Balladen                                                    | - Megjelenés: 2011. november 18. - Kiadó: DA Records - Formátum: CD                     | — |
| Best Of                                                     | - Megjelenés: 2012. október 5. - Kiadó: Sony Music - Formátum: CD                       | — |
| "—" nem szerepelt listán, vagy nem jelent meg az országban. |                                                                                         |   |

#### Közös album
| Album címe                          | Album adatai                                                                    | Legjobb helyezések | Legjobb helyezések | Legjobb helyezések |
| Album címe                          | Album adatai                                                                    | GER                | AUT                | SWI                |
| ----------------------------------- | ------------------------------------------------------------------------------- | ------------------ | ------------------ | ------------------ |
| Two Thomas Anders \| Uwe Fahrenkrog | - Megjelenés: 2011. június 10. - Kiadó: Polydor Germany, - Formátum: CD, iTunes | 11                 | 71                 | 85                 |

#### Középlemezek
| A lemez cím       | A lemez adatai                                            | Legjobb helyezés |
| A lemez cím       | A lemez adatai                                            | GER              |
| ----------------- | --------------------------------------------------------- | ---------------- |
| Lunatic           | - Megjelenés: 2016. május 21. - Kiadó: White Shell Music  | —                |
| Lunatic (Remixes) | - Megjelenés: 2016. június 29. - Kiadó: White Shell Music | —                |

### Kislemezek

#### Önálló előadóként
| A Modern Talking megalakulása előtt                         |                                                         |    |                                       |
| 1980                                                        | Judy                                                    | —  | Nem jelent meg albumon                |
| 1980                                                        | Du weinst um ihn                                        | —  | Nem jelent meg albumon                |
| 1981                                                        | Es war die Nacht der ersten Liebe                       | —  | Nem jelent meg albumon                |
| 1982                                                        | Ich will nicht dein Leben                               | —  | Nem jelent meg albumon                |
| 1983                                                        | Was macht das schon                                     | —  | Nem jelent meg albumon                |
| 1983                                                        | Wovon träumst du denn                                   | 16 | Nem jelent meg albumon                |
| 1983                                                        | Heißkalter Engel                                        | —  | Nem jelent meg albumon                |
| 1984                                                        | Endstation Sehnsucht                                    | —  | Nem jelent meg albumon                |
| 1984                                                        | Es geht mir gut heut' Nacht                             | —  | Nem jelent meg albumon                |
| A Modern Talking első felbomlása után (1989 – 1997)         |                                                         |    |                                       |
| 1989                                                        | Love of My Own                                          | 24 | Different                             |
| 1989                                                        | One Thing                                               | —  | Different                             |
| 1989                                                        | Soldier                                                 | —  | Different                             |
| 1991                                                        | The Sweet Hello, The Sad Goodbye                        | —  | Whispers                              |
| 1991                                                        | Can't Give You Anything (But My Love                    | 73 | Whispers                              |
| 1991                                                        | True Love                                               | —  | Whispers                              |
| 1992                                                        | How Deep Is Your Love                                   | 71 | Down on Sunset                        |
| 1992                                                        | Standing Alone (featuring Glenn Medeiros)               | 72 | Down on Sunset                        |
| 1993                                                        | When Will I See You Again (featuring The Three Degrees) | 37 | When Will I See You Again             |
| 1993                                                        | I'll Love You Forever                                   | 79 | When Will I See You Again             |
| 1994                                                        | The Love in Me                                          | —  | When Will I See You Again             |
| 1994                                                        | Road to Higher Love                                     | —  | Souled                                |
| 1995                                                        | Never Knew Love Like This Before                        | —  | Souled                                |
| 1995                                                        | A Little Bit of Lovin                                   | —  | Souled                                |
| A Modern Talking második felbomlása után (2003 – )          |                                                         |    |                                       |
| 2003                                                        | Independent Girl                                        | 17 | This Time                             |
| 2004                                                        | King of Love                                            | 37 | This Time                             |
| 2004                                                        | Tonight Is the Night                                    | 60 | This Time                             |
| 2004                                                        | Just Dream!                                             | 64 | Holiday on Ice "Dream Tour" 2004/2005 |
| 2006                                                        | A Very Special Feeling                                  | —  | Nem jelent meg albumon                |
| 2006                                                        | Songs That Live Forever                                 | —  | Songs Forever                         |
| 2006                                                        | All Around the World                                    | —  | Songs Forever                         |
| 2008                                                        | Kisses for Christmas                                    | —  | Christmas for You                     |
| 2009                                                        | Good Karma                                              | —  | Nem jelent meg albumon                |
| 2010                                                        | Why Do You Cry                                          | —  | Strong                                |
| 2010                                                        | Stay With Me                                            | —  | Strong                                |
| 2010                                                        | The Christmas Song                                      | —  | Christmas for You                     |
| 2014                                                        | Everybody Wants To Rule The World                       | —  | Nem jelent meg albumon                |
| 2015                                                        | Take The Chance                                         | —  | History                               |
| 2016                                                        | Lunatic                                                 | —  | History                               |
| 2016                                                        | Love Is In The Air                                      | —  | Nem jelent meg albumon                |
| 2017                                                        | Der beste Tag meines Lebens                             | —  | Pures Leben                           |
| 2017                                                        | Do They Know It's Christmas                             | —  | Nem jelent meg albumon                |
| 2020                                                        | Cosmic Rider                                            | —  | Cosmic                                |
| 2023                                                        | The Journey of Life                                     | —  | Nem jelent meg még albumon            |
| "—" nem szerepelt listán, vagy nem jelent meg az országban. |                                                         |    |                                       |

#### Közreműködőként
| 2008                                                        | Ibiza Baba Baya Sound-Chateau (featuring Thomas Anders)   | —  | Nem jelent meg albumon |
| 2008                                                        | For You Sound-Chateau (featuring Thomas Anders)           | —  | Nem jelent meg albumon |
| 2009                                                        | The Night Is Still Young Sandra (featuring Thomas Anders) | 46 | Back to Life           |
| 2012                                                        | No Ordinary Love Kamalija (featuring Thomas Anders)       | —  | Nem jelent meg albumon |
| 2013                                                        | We Are One Omid (featuring Thomas Anders)                 | —  | Nem jelent meg albumon |
| "—" nem szerepelt listán, vagy nem jelent meg az országban. |                                                           |    |                        |

#### Közös kislemezek
| 2008                                                        | Ziele Sistanova és Thomas Anders                     | —  | HelleWecks Soundtrack |
| 2011                                                        | Gigolo Anders \| Fahrenkrog                          | 40 | Two                   |
| 2011                                                        | No More Tears On The Dancefloor Anders \| Fahrenkrog | —  | Two                   |
| "—" nem szerepelt listán, vagy nem jelent meg az országban. |                                                      |    |                       |

### Egyéb kiadványok
- Fan Club Thomas Anders CD (2000)
- Thomas Anders DVD Collection (2006)